# Seamus Heaney

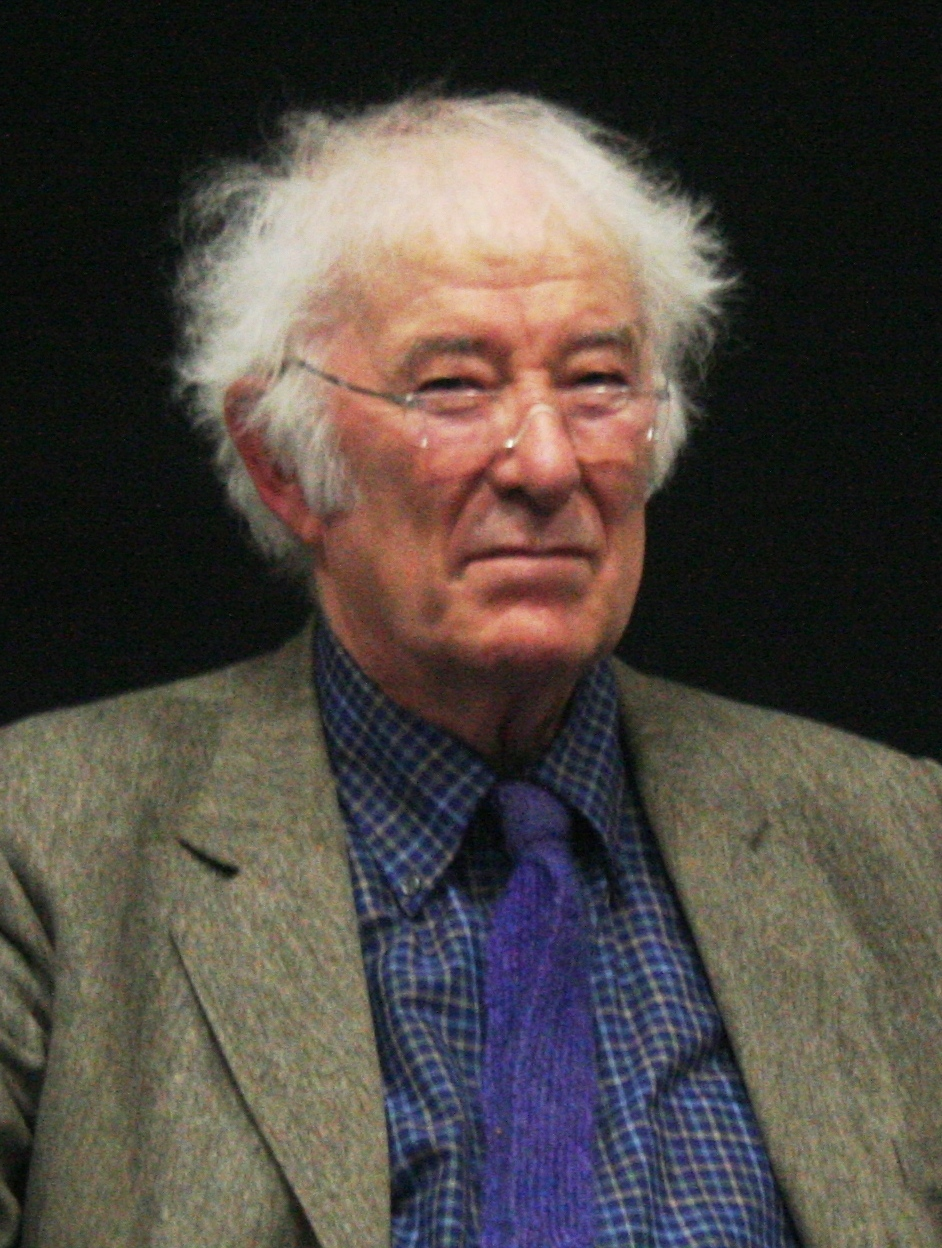
Seamus Heaney (2009)

Seamus Justin Heaney ('ʃeɪməs 'hiːni; * 13. April 1939 in Tamniaran bei Castledawson nordöstlich von Magherafelt, County Londonderry, Nordirland; † 30. August 2013 in Dublin) war ein irischer Schriftsteller, Lyriker, Literaturwissenschaftler und Übersetzer, dem 1995 nach William Butler Yeats, George Bernard Shaw und Samuel Beckett als viertem irischen Dichter der Nobelpreis für Literatur verliehen wurde. Heaneys Werk umfasst über 20 Bände mit Gedichten und literaturtheoretischen sowie -kritischen Schriften, die in viele Sprachen übersetzt wurden und auch international große Anerkennung fanden. Zudem fungierte er als Herausgeber zahlreicher weit verbreiteter literarischer Anthologien.

## Leben
Seamus Heaney stammte als erstes Kind von neun Kindern aus einer katholischen Bauernfamilie; der Vater handelte mit Vieh. Nach der überkonfessionellen Elementarschule von Anahorish in Toomebridge besuchte Heaney von 1951 bis 1957 mit einem Stipendium die katholische Internatsschule St. Columb’s College in Londonderry, wo er Latein und die Irische Sprache erlernte. Mit einem Stipendium konnte Heaney von 1957 bis 1961 das Fach Anglistik an der Queen’s University in Belfast studieren. Im Rahmen dieses Studiums beschäftigte Heaney sich ebenso mit der angelsächsischen Sprache und Literatur. Seine spätere Entwicklung und seine weiteren Fortschritte sowohl als Lyriker wie auch als Literaturwissenschaftler und Übersetzer wurden durch die in dieser Zeit erworbenen Grundlagenkenntnisse und Erfahrungen entscheidend mitgeprägt. Zu seinen Studienkollegen gehörten damals der spätere kanadische Schriftsteller George McWhirter und der spätere irische Literaturwissenschaftler und Schriftsteller Seamus Deane.
Nach dem Examen arbeitete Heaney als Lehrer an der St. Thomas Secondary School sowie am St. Joseph College in Belfast und ab 1966 als Dozent für moderne englische Literatur an der Queen’s University. Im Studienjahr 1970/71 übernahm er eine Gastdozentur an der University of California, Berkeley. Nach der von ihm ausgesprochenen Kündigung der Belfaster Universitätsstelle zog Heaney im Jahr 1972 mit seiner Familie in die Grafschaft Wicklow in der Republik Irland ins Glanmore Cottage, wo er viele seiner frühen Gedichte schrieb, und einige Jahre später 1976 nach Dublin, wo er als Dozent und Leiter der Englisch-Fakultät am Carysfort College, einem Seminar für die Lehrerausbildung, tätig war, bevor er nach einer Gastprofessur 1981 von 1985 bis 2006 eine Professur in Rhetorik an der Harvard University in den USA übernahm. Gleichzeitig war er von 1989 bis 1994 Professor of Poetry an der Universität Oxford. 1996 wurde er zum Mitglied der Royal Society of Literature gewählt. Er war zudem ab 1997 ein Saoi bei Aosdána, einer namhaften Vereinigung irischer Künstler.
Im Jahre 2000 wurde Heaney die Ehrendoktorwürde der University of Pennsylvania und im Jahre 2002 die der Rhodes-Universität verliehen.
Heaney, der ab 1972 überwiegend in der Republik Irland lebte, sah sich in seinem Selbstverständnis trotz seiner Geburt in Nordirland als Ire und nicht als Brite. Konsequenterweise lehnte er daher 1982 die Aufnahme seiner Gedichte in die von dem britischen Penguin Verlag publizierte Anthologie The Penguin Book of Contemporary British Poetry ab und begründete dies in einem offenen Brief 1983 folgendermaßen Be advised my passport’s green. No glass of ours was ever raised to toast the Queen. (deutsch sinngemäß: „Nehmen Sie zur Kenntnis, dass mein Pass grün [d. h. irisch] ist. Wir haben noch niemals ein Glas erhoben, um auf die [britische] Königin anzustoßen.“) Dabei sei sein Bezugspunkt in der irischen Geschichte, so Heaney, weniger der Osteraufstand von 1916 als die irische Rebellion von 1798, bei der sich nicht nur die Katholiken, sondern auch Protestanten gegen die Unterjochung durch die Briten erhoben hatten.
Heaney engagierte sich als Unterstützer der Bürgerinitiative Ireland for Europe für die Zustimmung Irlands zum Vertrag von Lissabon.

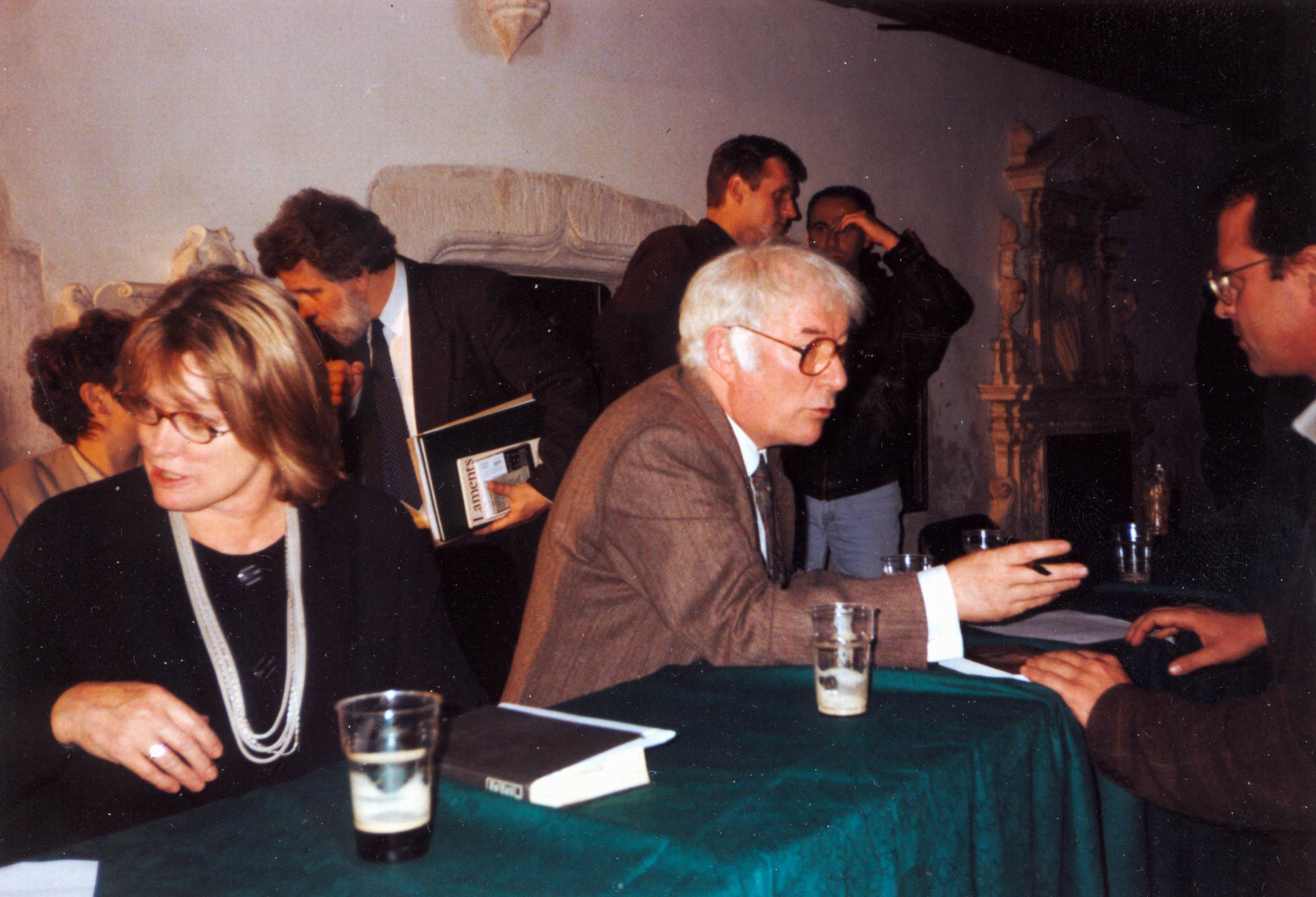
Marie und Seamus Heaney (1996)

Seamus Heaney war mit der Lehrerin Marie Devlin verheiratet, die wie er selbst aus einer großen Familie stammte, zu der auch verschiedene Künstler und Literaten zählten. Mary Devlin, die neben ihrer Tätigkeit als Lehrerin ebenso als Schriftstellerin und Herausgeberin, beispielsweise einer bedeutenden Sammlung klassischer irischer Mythen und Legenden (Over Nine Waves, 1994), wirkte, hatte maßgeblichen Einfluss auf das literarische Werk ihres Ehemannes und taucht direkt oder indirekt in zahlreichen seiner einzelnen Gedichten aus den verschiedenen Schaffensperioden auf. Das Ehepaar bekam zwei Söhne und eine Tochter.
Im August 2006 erlitt Heaney einen Schlaganfall, von dem er sich jedoch wieder erholte. Zu den Besuchern während seines Krankenaufenthaltes zählte der frühere amerikanische Präsident Bill Clinton.

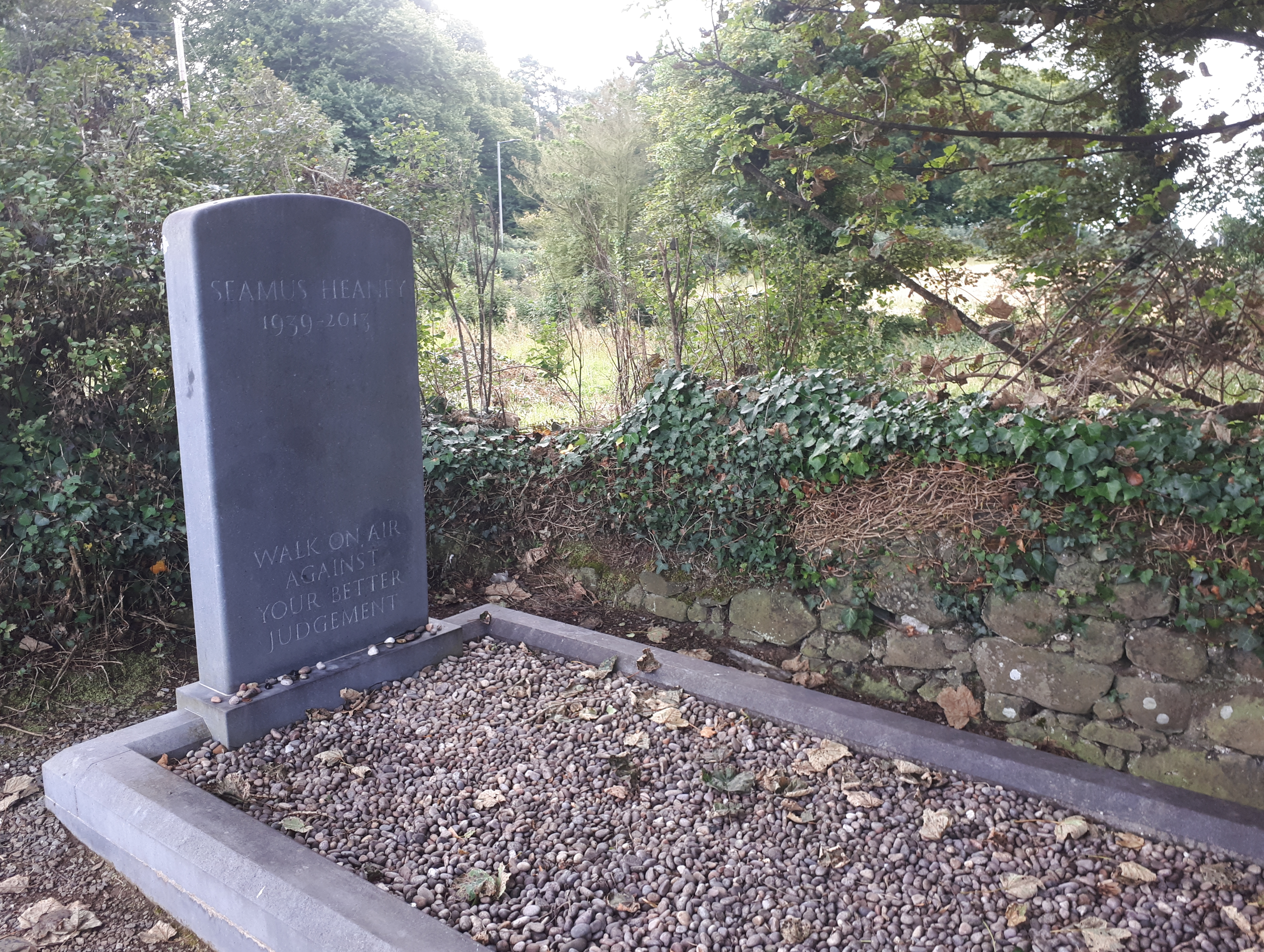
Heaneys Grab in Nordirland

Heaney starb am 30. August 2013 in der Blackrock Clinic in Dublin im Alter von 74 Jahren nach kurzer Erkrankung als Folge eines Sturzes. Nach der Begräbnisfeier in Donnybrook in Dublin am 2. September 2013 wurde er am gleichen Tag auf dem Friedhof der St. Mary’s Church in seinem Geburtsort Bellaghy in Nordirland beigesetzt. Auf Heaneys Grabstein ist eine Zeile aus seinem 1992 entstandenen Gedicht The Gravel Walks eingraviert, die er selbst bereits in seiner Rede anlässlich der Verleihung des Nobelpreises für Literatur 1995 zitiert hatte: walk on air against your better judgement (deutsch sinngemäß: „lauf auf Wolken, obwohl du’s besser weißt“).

## Literarisches und schriftstellerisches Werk
Heaney nahm bereits während seines Studiums an der Queen’s University in Belfast an regelmäßigen Treffen Belfaster Dichter unter der Leitung von Philip Hobsbaum, einem im englischsprachigen Raum durchaus renommierten Dichter, Kritiker und Literaturwissenschaftler mit polnisch-jüdischen Wurzeln, teil und begann selbst Gedichte zu verfassen. Seine frühen Gedichte erschienen in Londoner und Belfaster Zeitschriften nach 1961. Die Veröffentlichung seiner ersten Gedichtsammlungen Death of a Naturalist (1966) und Door into the Dark (1969) begründeten seinen Ruf als zeitgenössischer Dichter. Vor allem seine erste lyrische Sammlung Death of a Naturalist brachte ihm nicht nur nationales Ansehen und eine Reihe von Preisen oder Auszeichnungen ein, sondern verschaffte ihm zugleich einen Bekanntheitsgrad über die Grenzen Irlands hinaus.
Seine Dichtung, in der er sich oft mit seinem Heimatland, mit dessen Geschichte, zum Teil auch mit irischen Sagen und Mythen befasst, war anfangs vor allem inspiriert von seiner Auffassung, dass irische Traditionen, bäuerliche Lebensweisen und Bodenständigkeit mit dem Verschwinden einer eigenen irischen Sprache ihre besondere Ausdrucksform verloren hätten und nunmehr in der speziellen Erfahrung einer fremden Sprache, dem Englischen, wieder zum Sprechen gebracht werden müssten. Sein vorrangiges Anliegen war es auf diesem Hintergrund, eine ursprüngliche oder heimische literarische Tradition Irlands wieder zu beleben oder neu zu begründen („to found or refound a native tradition“). Diese vorrangige Absicht konfrontierte Heaney als katholischen Iren jedoch mit dem grundsätzlichen Problem, das sein Landsmann Thomas Kinsella so beschrieb, dass ein irischer Dichter durch die Verwendung der englischen Sprache zwar Zugang zu der gesamten englischsprachigen Dichtung etwa von William Butler Yeats, T. S. Eliot oder Matthew Arnold bis hin zu William Wordsworth oder Alexander Pope habe, sich hierin jedoch nicht zu Hause fühle. Dieses Bewusstsein, dass die eigene Kultur durch eine fremde Sprache und Tradition überlagert und verdeckt ist, war für Heaney in besonderem Maße prägend. Aus seiner Sicht vertragen sich die Kultur und Sprache Irlands nicht mit den Idiomen und Einstellungen des Englischen; aus diesem Blickwinkel heraus entwarf er folgerichtig ein klar umrissenes poetologisches Programm, demzufolge die Beseitigung der Überformung und Überfremdung durch diese andere englische Tradition im Vordergrund zu stehen hat.
Dabei geht es für Heaney darum, die eigene Empfindungswelt und das eigene Bewusstsein von diesen Überlagerungen zu befreien, um ein Medium zu finden, das den Eigenarten der urwüchsigen heimischen Tradition entspricht, wenngleich es keine andere Ausdrucksform als die des Englischen gibt. Verstärkt durch die eigene Erfahrung des Lebens in einer politisch und religiös zutiefst gespaltenen irischen Gesellschaft voller Gewalt und Polarisierung sowie innerem Misstrauen, entwickelt Heaney konsequent sich selbst und seine poetische Sprache zum Mittel und Organ der Verwandlung der englischen in eine neue gemeinsame, genuin irische poetische Ausdrucksform.
Die wesentliche Intention Heaneys liegt in dieser Hinsicht nicht allein in einer Fokussierung auf das, was noch als spezifisch Irisches sichtbar oder erhalten geblieben ist, sondern in gleicher Weise möchte er das Bewusstsein für das Abwesende oder Verschüttete schärfen, da er hier verborgen gebliebene Spuren der einheimischen Traditionen zu finden glaubt, die jedoch erst wieder hervorgeholt oder lesbar gemacht werden müssen. So versucht Heaney durch die Beschränkung auf einen regional begrenzten, der eigenen Erfahrung zugänglichen Bereich neue Möglichkeiten zu eröffnen, den irischen Teil der Geschichte in seinem Empfinden und Erleben aufzuspüren und auszusondern. Damit grenzt er sich in gewisser Weise insbesondere von der englischen Tradition der Natur- und Landschaftsbeschreibung ab. Seine durch die eigene Sinneswahrnehmungen und Emotionen gefilterten Beschreibungen des ländlichen Lebens sind jedoch keinesfalls als ausschließlich provinziell zu verstehen, sondern zielen zugleich auf das allgemein menschliche Sein überhaupt.
Heaneys Verständnis des dichterischen Schaffens als Prozess der Aufdeckung oder Exhumierung einer versunkenen Tradition, als Akt des „Ans-Licht-Holens“ verdunkelter Bedeutungen äußert sich insbesondere in seiner «digging»-Metaphorik, die in seinem Werk und Selbstverständnis einen zentralen Stellenwert einnimmt. Zugleich sucht er nach einem integrierenden Bild, in dem alle Momente dieser kulturellen Identität in Bezug auf die Natur und Landschaft sowie die Menschen, ihre Geschichte und Gegenwart in dem subjektiven Erleben des Dichters einbezogen und sinnfällig gemacht werden. Ein solches Bild findet er etwa im «Bog» (Moor) als charakteristischer Eigenart der irischen Landschaft: Seinen eigenen Aussagen zufolge entwickelte sich bei ihm die bildhafte Vorstellung vom Moor als „Gedächtnis der Landschaft oder als eine Landschaft, die alles erinnert, was ihr und in ihr geschah“. Im «Bog» findet Heaney zugleich Bilder, die die eigene schwierige Lage vermitteln können, deren Problematik auf die Brüche in der eigenen Geschichte zurückgeht und die im Unverständnis der Außenwelt für die irrationalen Antriebe hinter dem Geschehen in Nordirland mündet.
Die Gedichtbände Wintering Out (1972) und North (1975) spiegeln Heaneys Auseinandersetzung mit dem Nordirlandkonflikt wider, ohne dass man ihn jedoch als einen politischen Dichter im engeren Sinne bezeichnen könnte, insofern er die andauernden Spannungen und Konflikte in einen breiteren historischen Rahmen stellt und mit der menschlichen Situation generell zu verflechten versucht. So weisen seine Gedichte in diesen Sammlungen sowohl auf irische als auch auf englische Dichtungstraditionen, die Heaney in der kulturellen Identität als Brite und als Mitglied der katholischen Minderheit in Nordirland erscheinen lassen.
Während in Wintering Out sich Heaneys Perspektive zu einer die Gegenwart, Stammesgeschichte und Dichtungsproblematik umfassenden Sicht ausweitet, äußert sich in der Sammlung Field Work (1979) vor allem in der Sonettsammlung Glanmore Sonnets die Überzeugung, das Ziel erreicht zu haben. Angelegt als eine poetische Kurzbiografie wird in dieser Sonettfolge vom Standpunkt des Erreichten nochmals Rückschau gehalten auf den zurückgelegten Weg und die damit verbundenen Mühen.
Heaneys Leistung als Lyriker basiert dabei zu einem großen Teil nicht vorrangig auf den Inhalten eines wiederhergestellten nationalen Bewusstseins, sondern vor allem auf seiner Entschlossenheit, alle Schritte und Momente dieses Prozesses der Restituierung imaginativ und visuell einprägsam zu gestalten. So bewegt sich Heaneys Imagination stets als «otter of memory in the pool of the moment» (dt. etwa „Otter der Erinnerung im Pool oder Becken des Augenblicks“), wie er es selber in dem Otter-Gedicht in Field Work zum Ausdruck bringt.
Seine ungebrochene poetische Imaginationskraft und Produktivität stellte Heaney nach Field Work mit seiner erneut preisgekrönten Sammlung The Haw Lantern (1987; Die Hagebuttenlaterne, 1995) sowie mit Seeing Things (1991) und The Spirit Level (1996, Die Wasserwaage, 1998) unter Beweis, wobei er sein Repertoire an Bildern, Themen und Ausdrucksformen nochmals entscheidend erweiterte.

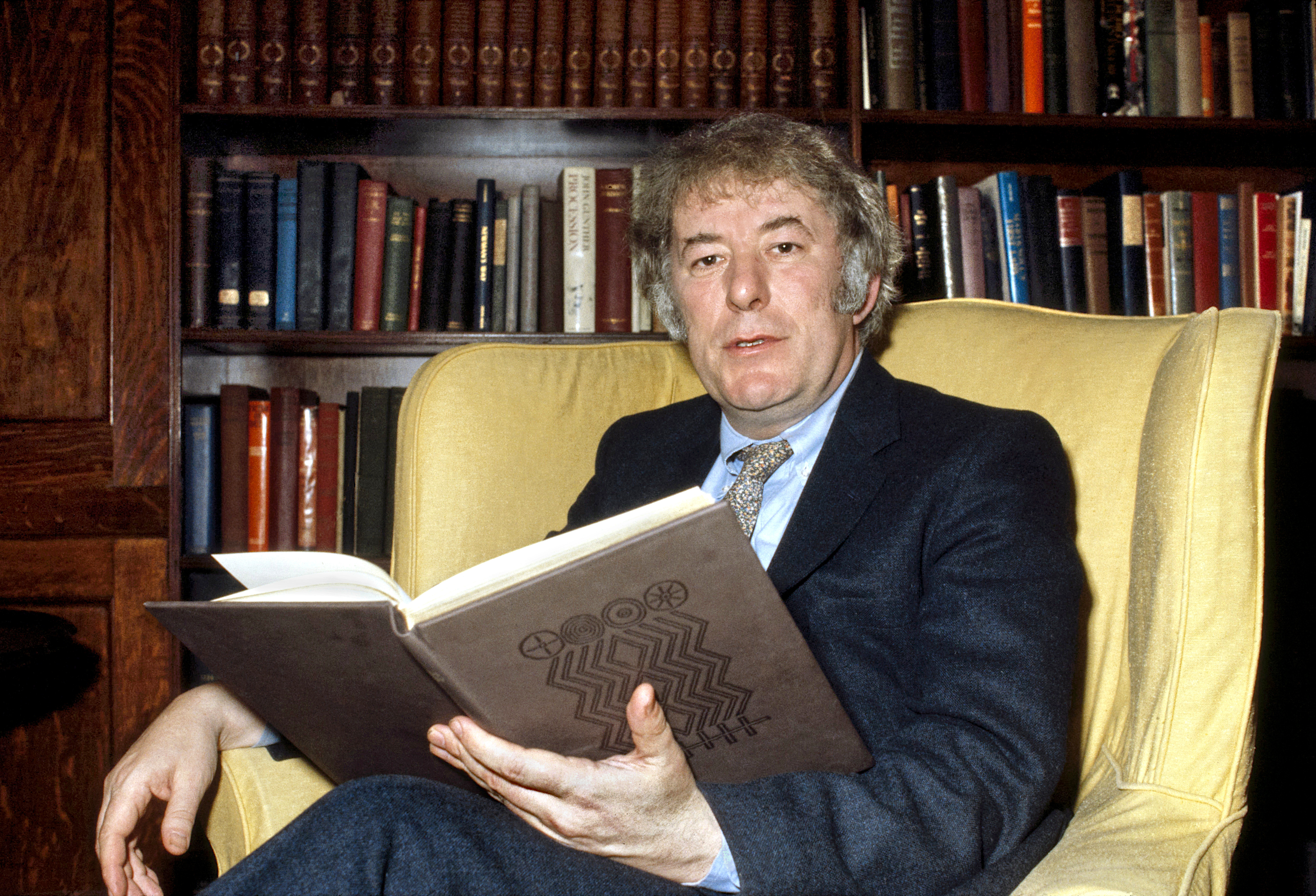
Seamus Heaney (1982)

Ab Anfang der 1980er Jahre wirkte Heaney über anderthalb Jahrzehnte an der 1980 von dem irischen Dramatiker Brian Friel und dem Schauspieler Stephen Rea gegründeten Theatergruppe Field Day in Derry mit. Gleichzeitig arbeitete er zusammen mit den Dichtern Seamus Deane und Tom Paul sowie dem Sänger David Hammond an einem literarischen Projekt, das den künstlerischen und intellektuellen Fokus seiner Mitglieder in eine produktive Relation zu der andauernden politischen Krise in Irland bringen wollte. 1990 veröffentlichte Heaney in diesem Rahmen sein erstes auf Sophokles’ Philoctetes zurückgehendes Theaterstück The Cure at Troy. Eine Reihe weiterer Stücke und Pamphlete folgten. 2010 erschien sein Gedichtband Human Chain.
Heaneys schriftstellerisches Schaffen beschränkte sich nicht allein auf Gedichte. Auch in seinen poetologischen Reflexionen als Literaturwissenschaftler hat er immer wieder sein Anliegen verdeutlicht. Dies wird etwa in seinen Vortragssammlungen Preoccupations (1980) oder The Redress of Poetry (1995; Verteidigung der Poesie, 1996) wortgewandt ausgearbeitet und dokumentiert. Ebenso spricht sein vielschichtiges Engagement als Herausgeber lyrischer Anthologien sowie als Förderer junger Dichter für seine feste Überzeugung, durch den dichterischen Umgang mit Sprache lebenswichtige Empfindungen oder Sensibilitäten zu erhalten oder zu erzeugen.
Von 1973 bis 1978 war Heaney zudem Mitglied des staatlichen Arts Council der Republik Irland und wirkte nahezu sein gesamtes Leben lang als Dozent, Kritiker und Juror an zahllosen poetischen Wettbewerben und literarische Konferenzen mit. Er war ebenfalls Mitglied der American Academy of Arts and Letters und wurde für seine künstlerischen und literaturkritischen Verdienste ein Jahr nach der Verleihung des Nobelpreises für Literatur 1996 mit dem Orden als Commandeur der Ordre des Arts et des Lettres ausgezeichnet.
Daneben schuf Heaney sich ebenfalls einen Ruf als namhafter Übersetzer, insbesondere durch seine 1999 entstandene, weltweit bekannte Übertragung des frühmittelalterlichen, angelsächsischen Heldenepos Beowulf ins Neuenglische in Stabreimen. Er übersetzte zudem neben Werken von Sophokles 2009 auch aus dem Mittel-Schottischen die klassische von Chaucer beeinflusste Dichtung The Testament of Cresseid und die nach Äsop gestalteten Fabeln Seven Fables des schottischen Makar-Dichters Robert Henryson aus dem 15. Jahrhundert.

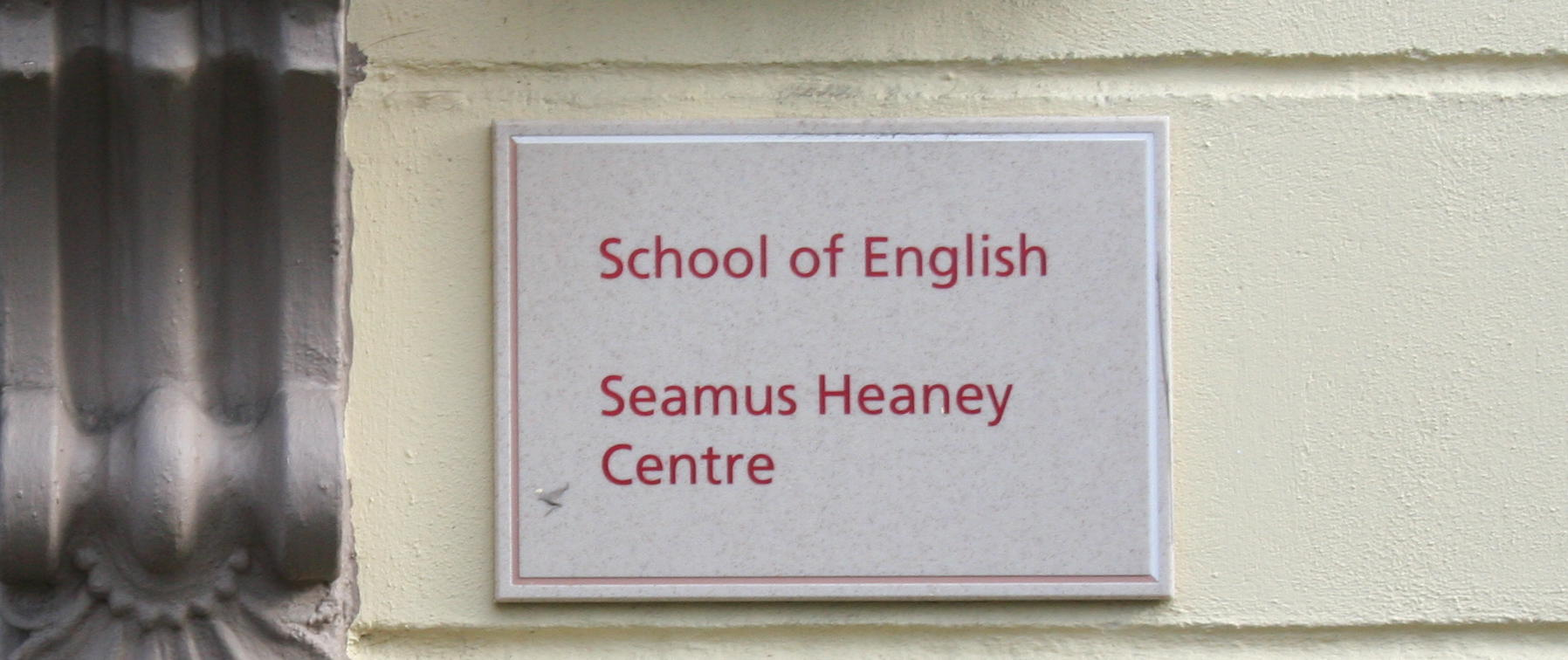
Seamus Heaney Centre, Queen’s University, Belfast

Im Februar 2004 wurde an der Queen’s University in Belfast, an der Heaney seinen ersten akademischen Abschluss mit Auszeichnung erworben hatte, das Seamus Heaney Centre for Poetry eingerichtet.
Im Dezember 2011 überließ Heaney unentgeltlich seine gesamten literarischen Notizen, Entwürfe und Manuskripte von unschätzbarem Wert als Sammlung der irischen Nationalbibliothek.
Heaney setzte sich ebenso engagiert für die Errichtung eines irischen Übersetzerzentrums ein, wie es in mehreren Ländern bereits existierte, in Deutschland z. B. als ein Europäisches Übersetzer-Kollegium in Straelen. Im Jahr 2018 waren seine Bestrebungen postum von Erfolg gekrönt; in Dublin wurde das Trinity Centre for Literary and Cultural Translation in einer georgianischen Villa in der Fenian Street eingeweiht. Das Zentrum ist der Universität Dublin organisatorisch verbunden.

## Bedeutende Auszeichnungen
1968 erhielt er für sein Werk Death of a Naturalist den Geoffrey Faber Memorial Prize und 1994 den Horst-Bienek-Preis für Lyrik. 1995 wurde er mit dem Literaturnobelpreis ausgezeichnet. Im Jahr 2006 wurde er mit dem T. S. Eliot Prize geehrt. Im Januar 2008 wurde Heaney mit der Cunningham Medal die höchste Auszeichnung der Royal Irish Academy verliehen. 2009 erhielt er den David Cohen Prize für sein Gesamtwerk. Nach der Veröffentlichung seiner Gedichtsammlung Human Chain 2010 wurde Heaney für diese Anthologie der Forward Poetry Prize verliehen, für den er zuvor bereits zweimal nominiert worden war. 2011 erhielt Heaney schließlich den Irish Book Award für sein gesamtes literarisches Schaffen und Lebenswerk. 1986 wurde er in die American Academy of Arts and Sciences, 1999 in die British Academy und 2000 in die American Philosophical Society gewählt. 2012 wurde er für sein gesamtes Lebenswerk ein weiteres Mal mit dem Griffin Poetry Prize ausgezeichnet.

## Werke

### Englische Ausgaben
- Blackberry Picking.
- Mid Term Break.
- Eleven Poems. Festival Publications. Queen’s University, Belfast 1965.
- Digging. Faber & Faber, 1966.
- Death of a Naturalist. Faber & Faber, 1966.
- A Lough Neagh Sequence. Phoenix Pamphlets Poets Press, Manchester 1969.
- Door into the Dark. Faber & Faber, 1969.
- Boy Driving His Father to Confession. Sceptre Press, Surrey 1970.
- Night Drive. Richard Gilbertson, Devon 1970.
- Servant Boy. Red Hanrahan Press, Detroit 1971.
- Wintering Out. Faber & Faber, 1972.
- The Fire i' the Flint: Reflections on the Poetry of Gerard Manley Hopkins. Oxford University Press, 1975.
- North. Faber & Faber, 1975.
- Field Work. Faber & Faber, 1979.
- Selected Poems 1965–1975. Faber & Faber, 1980.
- An Open Letter. Field Day, 1983.
- Station Island. Faber & Faber, 1984.
- The Haw Lantern. Faber & Faber, 1987.
- New Selected Poems 1966–1987. Faber & Faber, 1990.
- Seeing Things. Faber & Faber, 1991.
- mit Rachel Giese (Foto): Sweeney’s Flight. Faber & Faber, 1992.
- The Spirit Level. Faber & Faber, 1996.
- Opened Ground: Poems 1966–1996. Faber & Faber, 1998.
- Electric Light. Faber & Faber, 2001.
- District and Circle. Faber & Faber, 2006.
- Human Chain. Faber & Faber, London 2010, ISBN 978-0-571-26922-8.

### Übersetzungen
- Beowulf. A New Verse Translation. W. W. Norton, New York City 2001, ISBN 0-393-32097-9. (Erstausgabe Faber and Faber, London 1999.)

### Deutsche Ausgaben
- Norden. North. Gedichte. Englisch u. deutsch. Aus dem Englischen übertragen von Richard Pietraß. Nachwort von Wolfgang Wicht. Reclam, Leipzig 1987, ISBN 3-379-00150-3.
- Die Hagebuttenlaterne. The Haw Lantern. Gedichte. Englisch u. deutsch. Aus dem Englischen übertragen von Giovanni Bandini und Ditte König. Hanser, München 1990, ISBN 3-446-15333-0.
- Ausgewählte Gedichte. Aus dem Englischen übertragen von Giovanni Bandini, Ditte König und Richard Pietraß. Hanser, München 1995, ISBN 3-446-18284-5.
- Verteidigung der Poesie. Oxforder Vorlesungen. Aus dem Englischen übersetzt von Giovanni Bandini und Ditte König. Hanser, München 1996, ISBN 3-446-18750-2.
- Die Wasserwaage. Gedichte. Englisch u. deutsch. Aus dem Englischen übertragen von Giovanni Bandini und Ditte König. Hanser, München 1998, ISBN 3-446-19297-2.
- Elektrisches Licht. Gedichte. Englisch u. deutsch. Aus dem Englischen übertragen von Giovanni Bandini und Ditte König. Hanser, München 2002, ISBN 3-446-20141-6.
- Poesiealbum 283. Märkischer Verlag, Wilhelmshorst 2009, ISBN 978-3-931329-83-9.
- Michael Krüger (Hrsg.): Die Amsel von Glanmore. Gedichte 1965–2006. Fischer, Frankfurt am Main 2011, ISBN 978-3-596-19135-2.